# 岩佐真悠子
岩佐 真悠子（いわさ まゆこ、1987年（昭和62年）2月24日 - ）は、日本の介護士（介護従事者）、元女優、元タレント。愛称は、 いわまゆ。かつてプラチナムプロダクションに所属していた。
東京都練馬区出身。

## 略歴
2003年（平成15年）に渋谷でスカウトされ、16歳で『ミスマガジン2003』（主催・講談社）のグランプリに選ばれて、芸能界デビューした。小悪魔系ルックスの美少女としてデビュー当初から雑誌グラビアで引っ張りだこになる。
女優としては2004年（平成16年）10月、初出演したテレビドラマ 『Deep Love〜アユの物語〜』（テレビ東京）に、アユ役として主演した。同年にはグラビアでの活躍によって、『第42回（2004年度） ゴールデン・アロー賞グラフ賞』（主催・日本雑誌協会）を受賞している。
2014年、映画『受難』で主演を務めた。この作品において、主演の岩佐が全裸で全力疾走する演技が話題となり、第23回 日本映画プロフェッショナル大賞新進女優賞を受賞した。岩佐にとっても代表作となっている。
2020年10月1日、同年9月末を以って芸能界を引退したことを自身のInstagramで報告。新型コロナウイルス流行による影響を引退理由としてあげている。引退後は介護の仕事の道に進むことを明らかにした。
2023年8月10日に、共に『ミスマガジン2003』（主催・講談社）に選ばれて芸能界デビューした西田美歩のYouTubeチャンネル「介護士★西田」の第1回目の収録にゲスト出演を果たした。
2024年12月14日、「芸能界から介護職へ」をテーマにした公開トークイベントに出席し、2020年に芸能界を引退後初めて公の場に登場した。
芸能界引退後、結婚・出産していた事実を明らかにした。

## 人物
- 当初のキャッチコピーでもあった「生意気」や「毒舌」のキャラ通り、バラエティ番組では本音であったり、やや強気な発言をすることが目立ち、トーク番組では司会者である明石家さんまとの口論の末に泣いてしまうという展開が繰り広げられた[20]。
- 趣味はホルン、水泳、カラオケ、サバイバルゲームである。『小倉優子音楽隊』ではホルン、その後の『サザエオールスターズ』ではトランペットを担当している。サバイバルゲームでは百姓一揆というチームの定例戦によく顔を出しており自分で所持しているエアーガンを持ってゲームに参加している。
- 好みの男性のタイプとしてプロレスラーの天龍源一郎[21]を挙げられることがあるが、あくまで好きなプロレスラーに過ぎないという。
- 2012年（平成24年）6月時点において、一般男性（年上の会社員）と交際していると公言していた[22][23]。
- 芸能界では沢尻エリカと仲が良かった。
- 西田美歩とは『ミスマガジン2003』からの付き合いで"どんなに忙しくても相談できる相棒"であり、介護の道に進んだのも将来に迷いが生じていた頃に先に始めていた彼女に相談した事がきっかけである[8][24]。

### 家族
- 「真悠子」の名付け親でもある祖父は故人である。「真悠子」には「真っ直ぐで悠々自適に育って欲しい」という願いが込められていた。
- 兄が二人いる。

## 作品

### シングル
- ユウキ（ミスマガジン2003 瀬戸早妃、夏目理緒、天川美穂、西田美歩とのユニット）
- 勝手に侵略者（小川直也とデュエット・テレビ東京系アニメ・ケロロ軍曹4代目エンディング曲）

### 映像作品
- ミスマガジン（2003年10月22日、バップ）
- COCOON（2004年2月18日、ポニーキャニオン）
- M.I.4（2004年9月15日、ソニー・ミュージックエンタテインメント）
- まゆこのなつやすみ（2004年11月12日、イーネット・フロンティア）
- キャッチ ザ アイドル（ 2004、フォーサイド・ドット・コム）
  - まゆこのなつやすみの短縮版。UFOキャッチャー景品
- Beach Angels 岩佐真悠子 in ボルネオ（2004年12月22日、バップ）
- アイドル道〜極〜（2005年2月18日、リバプール）
- WILD BLUE（2005年2月25日、GPミュージアムソフト）
- 小悪魔（2005年6月28日 コンビニ限定発売、2006年4月28日 一般発売、リバプール）
- 東京美優 Cut Loose（2005年7月25日、GPミュージアムソフト）
- 恋人たち（2006年4月20日、ラインコミュニケーションズ）
- アイドル道〜人にやさしく〜（2007年3月28日 コンビニ限定発売、2007年12月21日 一般発売、リバプール）
- 岩佐真悠子 DVD-BOX（2007年6月22日、フォーサイド・ドット・コム）
  - 「まゆこのなつやすみ」「WILD BLUE」「東京美優 Cut Loose」の3作品に、未公開映像を収録したDVDを加えて4枚組のDVD-BOXとして発売。
- Good Life、Good Today（2007年10月19日、イーネット・フロンティア）

## 出演
太字は主演、もしくはメインキャラクター。

### 映画
- スウィングガールズ（2004年） - 千恵 役
- 想色〜オモイ・ノ・イロ〜（2004年） - 亜紀 役
- うめく排水管（2004年） - 清水真理 役
- 渋谷怪談 サッちゃんの都市伝説（2004年） - 主演：第7伝説「耳たぶの白い糸」
- さよならみどりちゃん（2004年） - 真希 役
- スペースポリス（2005年）- CMガール 役
- アインシュタインガール（2005年） - 主演：今西薫 役
- シュガー&スパイス〜風味絶佳〜（2006年） - ヨウコ 役
- 口裂け女2（2008年） - 沢田雪子 役
- クジラ 極道の食卓（2009年2月14日公開） - 本村咲子 役
- 美しき女豹 BODY SNIPER（2010年3月6日公開） - 主演：藤見ひかり 役
- 恋谷橋 La Vallee de l’amour（2011年）
- 忍道〜SHINOBIDO〜（2012年2月4日公開） - お凛 役
- 女優（2012年11月3日公開） - 主演：葉月あかり 役
- ミロクローゼ（2012年11月24日公開） - 雪音 役
- カルト（2013年） - 岩佐真悠子(本人） 役
- 009ノ1 THE END OF THE BEGINNING（石ノ森章太郎生誕75周年記念作品、2013年9月7日公開） - 主演：ミレーヌ・ホフマン 役
- 受難（2013年12月7日公開） - 主演：フランチェス子 役
- 25 NIJYU-GO（2014年11月1日公開） - 矢作沙織 役
- 娚の一生（2015年2月14日公開） - 富岡春美 役
- ROKUROKU（2018年1月17日公開）

### テレビドラマ
- Deep Love〜アユの物語〜（2004年10月、テレビ東京） - 主演：アユ 役
- 87%（2005年1月、日本テレビ） - 桜井ひとみ 役
- 回転〜Life is like a merry-go-round〜（2005年2月、CinemaWave） - 主演：アンジュ 役
- 青春の門-筑豊篇-（2005年3月、TBS） - 女子生徒 役
- 15歳のブルース（2005年5月、フジテレビ） - 真田ゆかり 役
- がんばっていきまっしょい（2005年7月、関西テレビ） - 菊池多恵子（ダッコ） 役
- 電車男 特別篇 もう一つの最終回スペシャル（2005年9月、フジテレビ） - 美代子 役
- 着信アリ 第2話（2005年10月、テレビ朝日） - 横田涼子 役
- ブラザー☆ビート 第6、10話（2005年11月17日・12月15日、TBS） - 相沢みゆき 役
- 夜王 〜YAOH〜（2006年1月、TBS） - 結花 役
- 戦国自衛隊・関ヶ原の戦い（2006年1月、日本テレビ） - おせん 役
- ギャルサー（2006年4月、日本テレビ） - リカ 役
- ほんとにあった怖い話 夏の特別編2006 「病棟のぬいぐるみ」（2006年8月22日、フジテレビ） - 田野辺舞 役
- ナツムシ（2006年8月31日、関西テレビ） - 神野日向 役
- 名探偵コナン10周年ドラマスペシャル「工藤新一への挑戦状〜さよならまでの序章（プロローグ）〜」（2006年10月2日、読売テレビ） - 鈴木園子 役
- のだめカンタービレ（2006年10月、フジテレビ） - 石川怜奈 役
- 地獄少女 第9話（2007年1月、日本テレビ） - 結城夏子 役
- 翼の折れた天使たち 4夜「商品」（2007年3月、フジテレビ） - ユカ 役
- LIAR GAME（2007年4月、フジテレビ） - 石田梨恵 役
- 夫婦道 第1シリーズ 第6・7話（2007年5月17・24日、TBS） - 緑川麗子 役
- 花ざかりの君たちへ〜イケメン♂パラダイス〜（2007年7月、フジテレビ） - 花屋敷ひばり 役
- 名探偵コナンドラマスペシャル第2弾「工藤新一の復活! 黒の組織との対決」（2007年12月17日、読売テレビ） - 鈴木園子 役
- 松本清張スペシャルドラマ「塗られた本」（2007年12月17日、TBS） - 野見山房子 役
- 佐々木夫妻の仁義なき戦い第4話（2008年2月10日、TBS） - 鶴田真澄 役
- ロス:タイム:ライフ第8話（2008年3月29日、フジテレビ） - 星野理子 役
- 被取締役新入社員（2008年3月31日、TBS） - 姫子 役
- 猟奇的な彼女 第1話（2008年4月20日、TBS） - 二宮綾乃 役
- 音女（オトメ）（テレビ朝日）
  - 18話「消化するオトメ」（2008年5月6日） - 主演
  - 20話「男性不信のオトメ」（2008年5月8日） - 主演
- 乙女のパンチ（2008年6月、NHK「ドラマ8」） - 中本亜樹 役
- ほんとにあった怖い話 夏の特別編2008「病室の住人」（2008年8月26日、フジテレビ） - 河井梨香 役
- 絶対やれるギリシャ神話（2008年10月、日本テレビ） - 莉奈 役
- 花ざかりの君たちへ〜イケメン♂パラダイス〜卒業式&7と1/2話スペシャル（2008年10月12日、フジテレビ） - 花屋敷ひばり 役
- セレブと貧乏太郎 第1話（2008年10月14日、フジテレビ）
- メイちゃんの執事（2009年、フジテレビ） - 竜恩寺泉 役
- ショコラ〜再現ドラマ「間違えられた女 ヒミツの恐怖体験」（2009年4月1日、日本テレビ） - 竹村茜 役
- メイド刑事 第5話（2009年7月31日、テレビ朝日） - 島崎香奈子 役
- こちら葛飾区亀有公園前派出所 第1話 （2009年8月1日、TBS） - 女性社員 役
- 恋のから騒ぎ〜Love StorieVI〜「教祖と呼ばれた女」（2009年9月25日、日本テレビ） - パンク 役
- ウェルかめ（NHK大阪「連続テレビ小説」、2009年9月28日 - 2010年3月27日） - 中川果歩 役
- 世にも奇妙な物語 秋の特別編「理想のスキヤキ」（2009年10月5日、フジテレビ） - 詩織 役
- ランキングドラマSHOW ナンバーワンダー「使える! 恋愛ランキング」（2009年10月6日、TBS） - マユコ 役
- ギネ 産婦人科の女たち 第1話（2009年10月14日、日本テレビ） - 女友達役
- 記憶の海 第3話「山内教授の記憶」（2010年3月24日、TBS） - 山内京子 役
- トラブルマン （2010年4月、テレビ東京） - 仰木マキ子 役
- SMAP×SMAP 〜再現ドラマ「本当にあった恋の話」第3話「結婚をあえてする恋」（2010年5月17日、関西テレビ・フジテレビ） - リョウコ役
- ギルティ 悪魔と契約した女  第4話（2010年11月2日、フジテレビ） - 高橋遥 役
- FACE MAKER 第6話（2010年11月11日、読売テレビ） - 小島美世子→逢坂愛 役
- 私が初めて創ったドラマ 「正体」（2010年12月3日、NHK BShi）
- チーム・バチスタSP2011〜さらばジェネラル!天才救命医は愛する人を救えるか〜（2011年1月2日、関西テレビ） - 高木ミチル 役
- 最上の命医 第4話（2011年1月31日、テレビ東京） - 浜田千波 役
- 四つ葉神社ウラ稼業 失恋保険〜告らせ屋〜 第4話（2011年4月28日、読売テレビ） - 森下朋子 役
- ドン★キホーテ 第1話（2011年7月9日、日本テレビ） - 見崎敦子 役
- 花ざかりの君たちへ〜イケメン☆パラダイス〜2011 第7話・最終話（2011年8月21日・9月18日、フジテレビ） - 花屋敷ひばり 役（愛情出演）
- バラ色の聖戦（2011年、テレビ朝日） - 小川洋子 役
- 謎解きはディナーのあとで 第8話（2011年12月6日、フジテレビ） - 桐生院綾華 役
- 相棒 Season 10 第15話「アンテナ」（2012年2月8日、テレビ朝日） - 水野沙織 役
- デカ 黒川鈴木 第10話（2012年3月8日、読売テレビ） - 田上由美 役
- 鍵のかかった部屋 第8話（2012年6月4日、フジテレビ） - 橘麻美 役
- 走馬灯株式会社 第3話（2012年7月30日、TBS） - 多岐川理央 役
- GI DREAM（2013年2月2日、BSフジ） - 森杏里 役
- 遺留捜査 第3シリーズ 第7話（2013年5月29日、テレビ朝日） - 島崎未紗 役
- ダブルス〜二人の刑事 第8話、最終話（2013年6月6日、6月13日、テレビ朝日） - 中谷真澄 役
- 刑事のまなざし 第1話（2013年10月7日、TBS） - 岡本静香 役
- 刑事110キロ 第2シリーズ 第3話（2014年5月8日、テレビ朝日） - 矢部貴子 役
- ファースト・クラス 第4話（2014年5月10日、フジテレビ） - 真田美也子 役
- 黒服物語 第2話（2014年10月、テレビ朝日） - ゆかり 役
- 太鼓持ちの達人〜正しい××のほめ方〜 第11話（2015年3月23日、テレビ東京） - 富田明日美 役
- ミステリなふたり 第4話（2015年5月5日、名古屋テレビ） - 藤堂絵美 役
- 医師たちの恋愛事情 第8話（2015年5月28日、フジテレビ） - 前川留美 役
- 土曜ワイド劇場「狩矢父娘シリーズ17・京都・開運ツアー殺人事件!」（2016年1月30日、テレビ朝日） - 早田綾子 役
- 貴族探偵 第3話（2017年5月1日、フジテレビ） - 宇和島逸子 役
- 重要参考人探偵 第7話 (2017年12月1日、テレビ朝日） - 鍋島ナオミ 役
- 刑事7人 第4シリーズ 第7話（2018年8月22日、テレビ朝日） - 藤沢仁美 役

### オリジナルビデオ
- キャバギョ!（監督・脚本：村上大樹、配給：エイベックス、2007年1月17日） - 主演：サキ役
- 帰ってきた天装戦隊ゴセイジャー last epic（2011年） - 星野ユメ子 役
- 日本で一番怖い話 江戸怪談〜第3話「牡丹灯篭」（2011年） - お勝 役

### 携帯ドラマ
- チキン☆デカ（国産）（2004年） - 主演：白鳥マユ 役
- ダブル〜この恋には裏がある〜（2008年） - 主演：未来 役

### Webドラマ
- 不倫食堂（2018年、フジテレビオンデマンド） - あずさ 役[25]

### バラエティ
- 働くおっさん劇場 （フジテレビ）副音声
- 開運音楽堂（TBS）
- ロンロバ!ハイティーンブギ!（TBS）
- ロンロバ!全力投球（TBS）
- グラビアの美少女（MONDO21）
- プレミアの巣窟（2004年、フジテレビ）
- 愛のエプロン3（2004年9月4日ゲスト出演、テレビ朝日）
- アイドル刑事（TBS）
- 内村プロデュース（テレビ朝日）
- シブスタ（テレビ東京）
- 考えるヒト（フジテレビ）
- ムッチャDOLL箱 乙女の祈り（2005年2月20日・3月20日、読売テレビ）
- 恋するハニカミ!（2005年4月22日・29日、TBS）岩佐&北条隆博、和希沙也&塩谷瞬の横浜ダブルデート
- ノブナガ（CBCテレビ）
- DYNASTY69（Viewsic）
- M-ONオールタイムリクエスト（MUSIC ON! TV）
- 痛快!明石家電視台 クイズ回答者（毎日放送）
- クロノス（フジテレビ）
- もしもツアーズ（2007年9月8日、フジテレビ）
- ゴッドタン（テレビ東京）
- ホレゆけ!スタア☆大作戦 〜まりもみ一触即発!〜#3ゲスト（2007年、キューブ・ポニーキャニオン）
- はねるのトびら（2008年3月12日 フジテレビ）「オシャレ魔女 アブandチェンジ」ゲスト
- 世界ウルルン滞在記"ルネサンス" （2008年3月16日、毎日放送）チェコの世界遺産チェスキー・クルムロフ城の修復作業を手伝う
- 嗚呼!花の料理人 「グルメトラップ マズいのど〜れ?」ゲスト（2008年3月20日、読売テレビ）
- 週末のシンデレラ 世界!弾丸トラベラー（日本テレビ）
  - スイスへアルプスの山を空から見る（2008年5月17日）
  - ベトナムへ世界遺産のハロン湾を親友と眺める旅（2009年5月2日）
- さんまのSUPERからくりTV（2008年4月から準レギュラー、TBS）
- ジャンプ○○中（2008年1月16日、フジテレビ）「密告中」ゲスト
- アインシュタインの眼「高飛び込み〜一瞬の美を求めて」（2008年7月8日、NHK-BShi）
- ダイナミック通販（2008年10月10日、TBS）
- いきなり!黄金伝説。（2009年3月26日、テレビ朝日）
- みんなでニホンGO!（2010年4月8日、NHK総合）
- 捨てる恋あれば拾う恋あり（2010年4月12日からレギュラー、フジテレビ）

### 音楽番組
- ポップジャム（2005年5月28日 NHK総合）「小川直也★岩佐真悠子」で「勝手に侵略者」を歌唱
- ミュージックステーション（2005年6月3日 テレビ朝日）「小川直也★岩佐真悠子」で「勝手に侵略者」を歌唱
- シュガーヒルストリート（2006年11月16、23日 日本テレビ）MCゲスト

### ラジオ
- ヤングパーク（MBSラジオ、2004年4月 - 2004年9月）1部のお便りコーナーのみ
- ゴチャ・まぜっ!火曜日（MBSラジオ 2008年10月 - ）火曜日のみ
- ミュージックサンデー（エフエム世田谷 2008年11月）トーク・ゲスト

### 舞台
- 橋を渡ったら泣け（2007年3月5日 - 3月29日、シアターコクーン） - 田中美土里 役
- 忘れられない人（2007年10月22日 - 11月11日、東京グローブ座 / 11月16日 - 18日、シアターBRAVA!） - シンディ 役
- KERA・MAP #5「あれから」（2008年12月13日 - 28日、世田谷パブリックシアター）
- ナンシー（2010年5月14日 - 6月27日、紀伊國屋サザンシアター / ほか全18都市35公演）
- 西荻の会「ロング・ロスト・フレンド」（2011年2月17日 - 3月8日、本多劇場） - 春 役
- レンタル彼女（2012年11月28日 - 12月2日、中野ザ・ポケット）
- サイコメトラーEIJI〜時計仕掛けのリンゴ〜（2014年2月26日 - 3月2日、CBGKシブゲキ!!） - 志摩亮子 役
- 恋するアンチヒーロー（2015年5月8日 - 17日、シアターサンモール） - ガルピンク 役
- うんちゃん（2015年9月3日 - 6日、シアターサンモール / 9月20日、狭山市市民会館）
- 演劇集団イヌッコロ「トラベルモード」（2016年3月30日 - 4月3日、テアトルBONBON）
- 劇団岸野組「森の石松外伝VI　石松と祓い屋団十郎」（2016年10月22日 - 30日、俳優座劇場）
- ぐりむの法則「東京のぺいん」（2016年12月7日 - 11日、新宿村LIVE） - 牧野秋 役

### OVA
- 僕は妹に恋をする（2005年） - 結城郁 役

### CM・キャンペーン
- ロッテ「モナ王」（アントニオ猪木と共演）
- アトラス PS2用ゲーム DIGITAL DEVIL SAGA アバタール・チューナー
- 三菱電機 カーナビゲーション ETC
- NHK 第2回「ミニミニ映像大賞」スポットCM（ブラザートムと共演）
- 雑誌愛読月間2005年度イメージガール（日本雑誌協会…ゴールデン・アロー賞前年度グラフ賞受賞者が務める）
- ブルボン「チョトス」
- 日清食品「日清ラ王」
- キグナス石油「2006年、2007年度キグナスイメージガール」
- 東京消防庁「一日消防署長」（2006年11月7日、オリナス）
- avex trax 「SUPER EUROBEAT vol.140」
- 資生堂「UNOデオドランドスプレー」
- カゴメ「六条麦茶」PR保育士（2007年6月1日、アクアシティお台場）
- プロトコーポレーションGooイメージキャラクター（2008年- ）
- 第36回 社会人野球日本選手権大会始球式（2009年11月12日、京セラドーム大阪）

### PV
- 音速ライン「ポラリスの涙」（2008年）
- 森友嵐士「祈り」（2010年）

### 写真展
- J:COM presents エヴァンゲリオン×美少女写真展-Girls Collection of EVANGELION-（2012年開催）

## 書籍

### 写真集
- SIX TEEN BLUE（2004年1月、ワニブックス、撮影：塚田和徳）ISBN 4-8470-2789-2
- 岩佐真悠子写真集「M.I.2」（2004年7月、学習研究社、撮影：山岸伸）ISBN 4-0540-2122-0
- 岩佐真悠子'04夏（2004年8月、講談社、撮影：根本好伸）ISBN 4-0617-9437-X
- 悠悠自適。（2005年2月、講談社、撮影：井ノ元浩二、木村晴）ISBN 4-0636-4631-9
- イキズカイ（2005年8月、アスコム、撮影：小塚毅之）ISBN 4-7762-0275-1
- IWASA MAYUKO（2007年2月、集英社、撮影：栗山秀作）ISBN 4-0878-0459-3
- Mayuko1/4（2012年5月20日、ワニブックス、撮影：石井康幸）ISBN 978-4847044359

### 新聞連載
- 岩佐真悠子の我が道を行く（2006年、読売新聞に不定期連載中）

### トレーディングカード
- スーパーアイドルコレクション（SIC）Vol.1 岩佐真悠子（2004年2月24日）
- 別冊ガールズ 初恋ボックス（2004年4月24日）
- ミスマガジン2003（2004年5月22日）
- BOMB CARD LIMITED 岩佐真悠子 〜COOL〜（2004年11月30日）
- 岩佐真悠子オフィシャルカードコレクション JEWEL（2005年5月21日）
- プラチナム オフィシャル カードコレクション（2007年10月13日）
- プラチナム オフィシャル カードコレクション Vol.2（2009年10月31日）